# イバラエイ
イバラエイ(茨鱏、学名：Urogymnus asperrimus)は、アカエイ科に属するエイの一種である。稀種。底生でインド太平洋熱帯域、西アフリカ沖で見られる。深度30m以浅の砂底・サンゴ礫底・アマモ場などに生息。大きくて重く、体幅1.2-1.5m。ほぼ円形の体盤と鰭膜のない細い尾を持つ。この科には珍しく毒棘を欠くが、全身が大きく鋭い棘に覆われている。
餌は主に底生無脊椎動物や魚類で、海底を掘り起こして餌を探す。無胎盤性胎生。丈夫で粗い皮膚は鮫皮として価値が高く、剣の柄や盾などに用いられる。この場合カイラギザメ(梅花鮫)とも呼ばれる。沿岸漁業で混獲されるが、棘が多く扱いづらいため商業ベースに乗りにくい。野放図な漁により個体数が減少しているため、IUCNは危急種に指定している。

## 分類

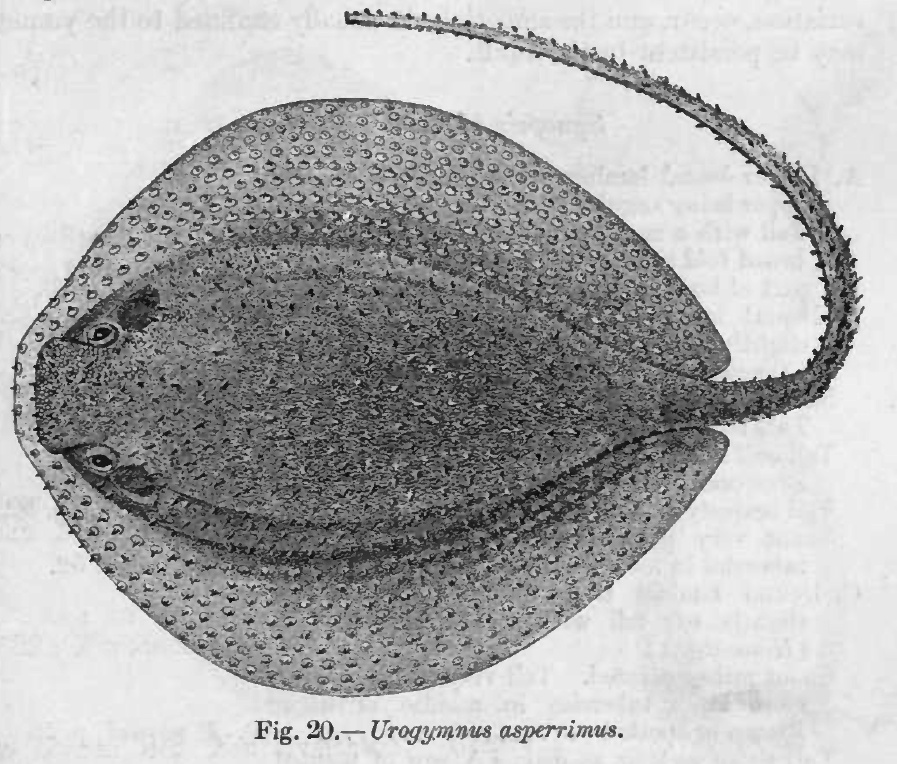
Fauna of British India(1889)によるイラスト

1801年、インドのムンバイから得られた皮膚の断片を元に、ドイツの博物学者マルクス・エリエゼル・ブロッホとヨハン・ゴットロープ・テアエヌス・シュナイダーによってSystema Ichthyologiaeに記載された。この時点ではRaja 属に置かれ、種小名はラテン語で「最も粗い」を意味するasperrimaとされた。また、同時に西アフリカから得られた個体がRaja africanaとして記載された。後にこの2名はシノニムとされたが、同時に発表されたため先取権が曖昧になった。そのため、種小名をasperrimusとしている文献、africanusとしている文献が見られる。
1837年、ヨハネス・ペーター・ミュラーとヤーコプ・ヘンレはイバラエイを新属Gymnuraに置いた。この名はツバクロエイ属として既に使われていたため、その年の内にUrogymnus属が作成された。どちらの名も古代ギリシア語のoura("尾")、gymnos("裸")に由来し、尾部の棘を欠くという特徴を表している。かつてUrogymnus 属は本種のみを含んでいたが、2016年の形態学・分子系統学的研究によりHimantura 属から複数の種が移動された。

## 分布
広範囲に分布するが、他のアカエイ類に比べると希少である。沿岸に見られ、インド洋では南アフリカからマダガスカル・アラビア半島・セイシェル・スリランカ・東南アジア・西オーストラリア沖のニンガルー・リーフなどで見られる。スエズ運河を渡り東部地中海にも侵入している。太平洋では、インドネシア・ニューギニア、北はフィリピン、東はギルバート諸島・フィジー、南は東部オーストラリアのヘロン島沖まで分布する。東部大西洋のセネガル・ギニア・コートジボワール沖でも見られる。岸近くの深度1–30メートルの砂底・サンゴ礫底・アマモ場・礁の近くを好み、汽水域にも入る。

## 形態

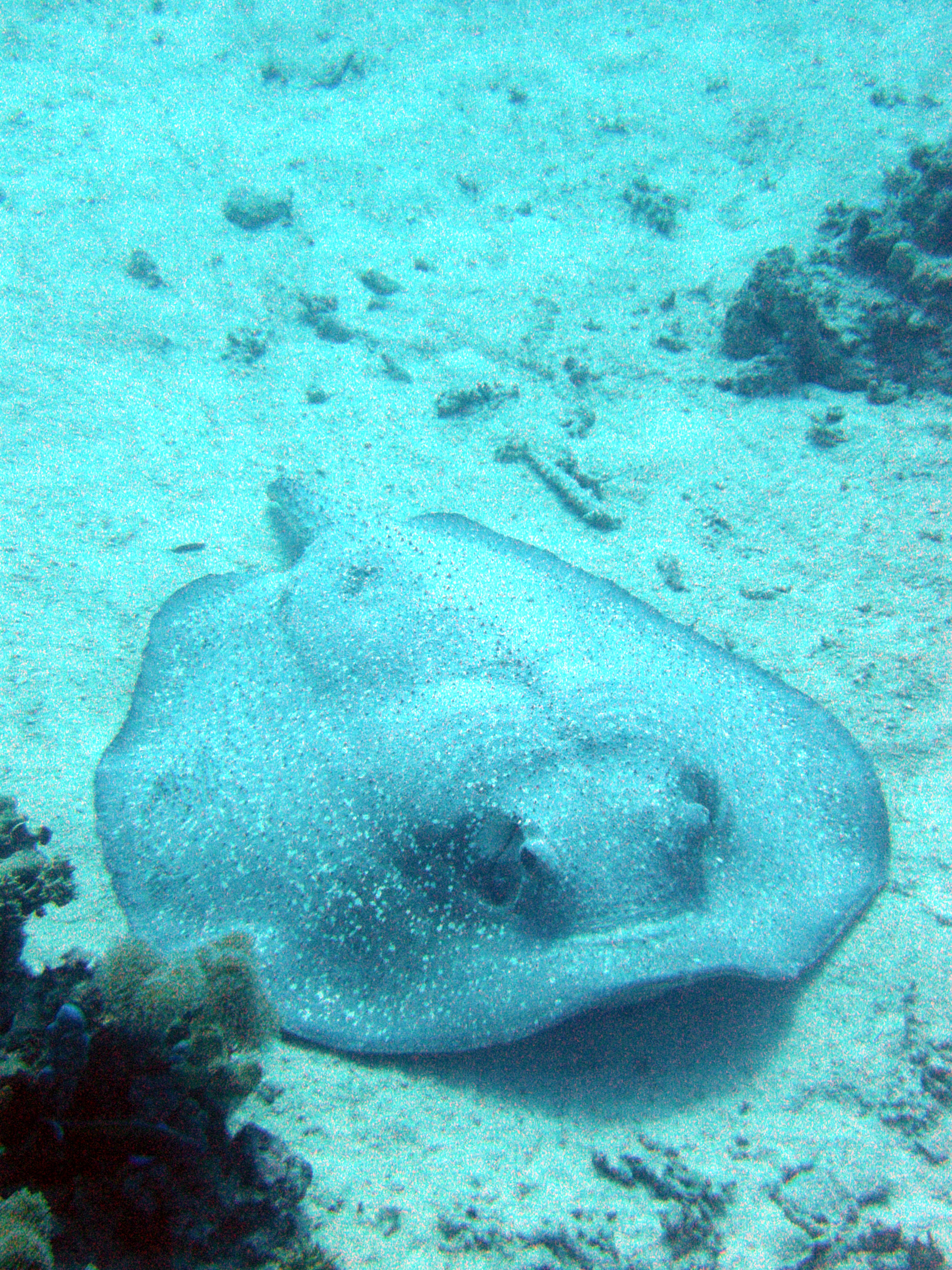
厚く丸い体盤、背を覆う鋭い棘が特徴。

体盤は楕円形で、中央部が分厚いため外見はドーム状である。吻は丸くわずかに突き出す。小さな眼の後ろにそれより大きい噴水孔がある。鼻孔は狭く、鼻褶後縁は房状で口に被さる。口底には3–5個の乳頭突起があり、口角には深い溝がある。口の周辺も乳頭突起で覆われる。両顎に48の歯列が並び、歯は小さく平たい。5対の鰓裂が体盤下面にある。
腹鰭は小さく細い。尾は急激に細くなり断面は円筒形、長さは体盤とほぼ同じで鰭膜はない。他のアカエイ科魚類と違い、尾に毒棘がない。平たいハート型の皮歯が密に体盤から尾を覆っている。大型個体は更に、体盤全面が長く鋭い棘に覆われる。上面は明るい茶色から灰色で尾に向かうにつれて黒くなる。下面は白。大型種で、最低でも体幅1.2メートル・体長2.2メートル、最大で体幅1.5メートルになる。

## 生態

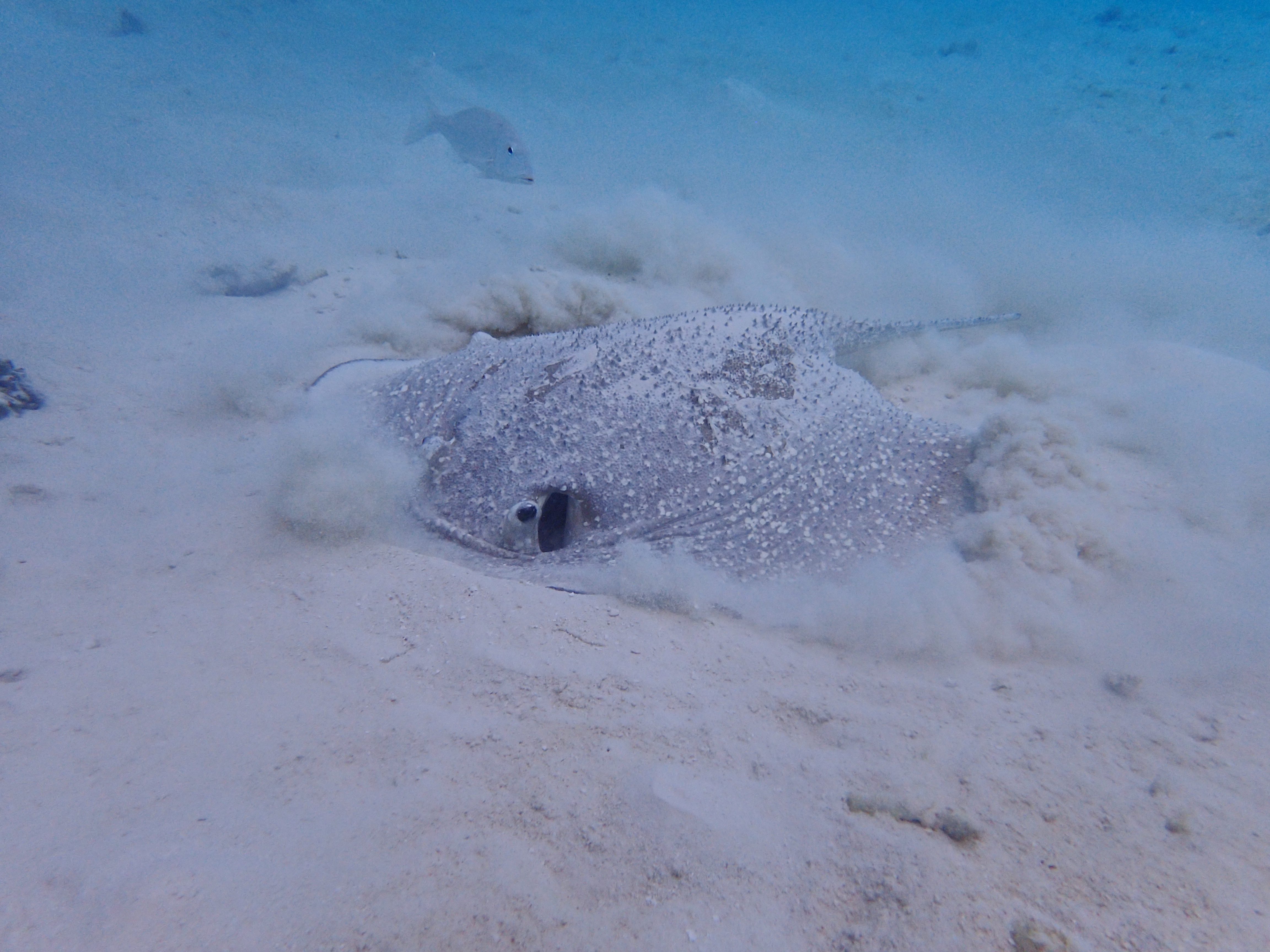
砂を掘って餌を探す個体

海底や洞窟の底に横たわっている。ニンガルー・リーフでは群れを作ることが知られる。餌はホシムシ・多毛類・甲殻類・硬骨魚など。摂餌時には底砂を深く掘り起こし、噴水孔から吐き出すため遠くからでも存在が分かる。条虫のRhinebothrium devaneyi、線虫のEchinocephalus overstreeti、単生類のDendromonocotyle urogymni ・Neoentobdella baggioiなどの寄生虫が記録されている。無胎盤性胎生で、母体から分泌する子宮乳による組織栄養で胚を育てる。若魚の生息環境としてマングローブ林が重要である。雄は体幅90センチメートル・雌は体幅100センチメートルほどで性成熟する。

## 人との関連

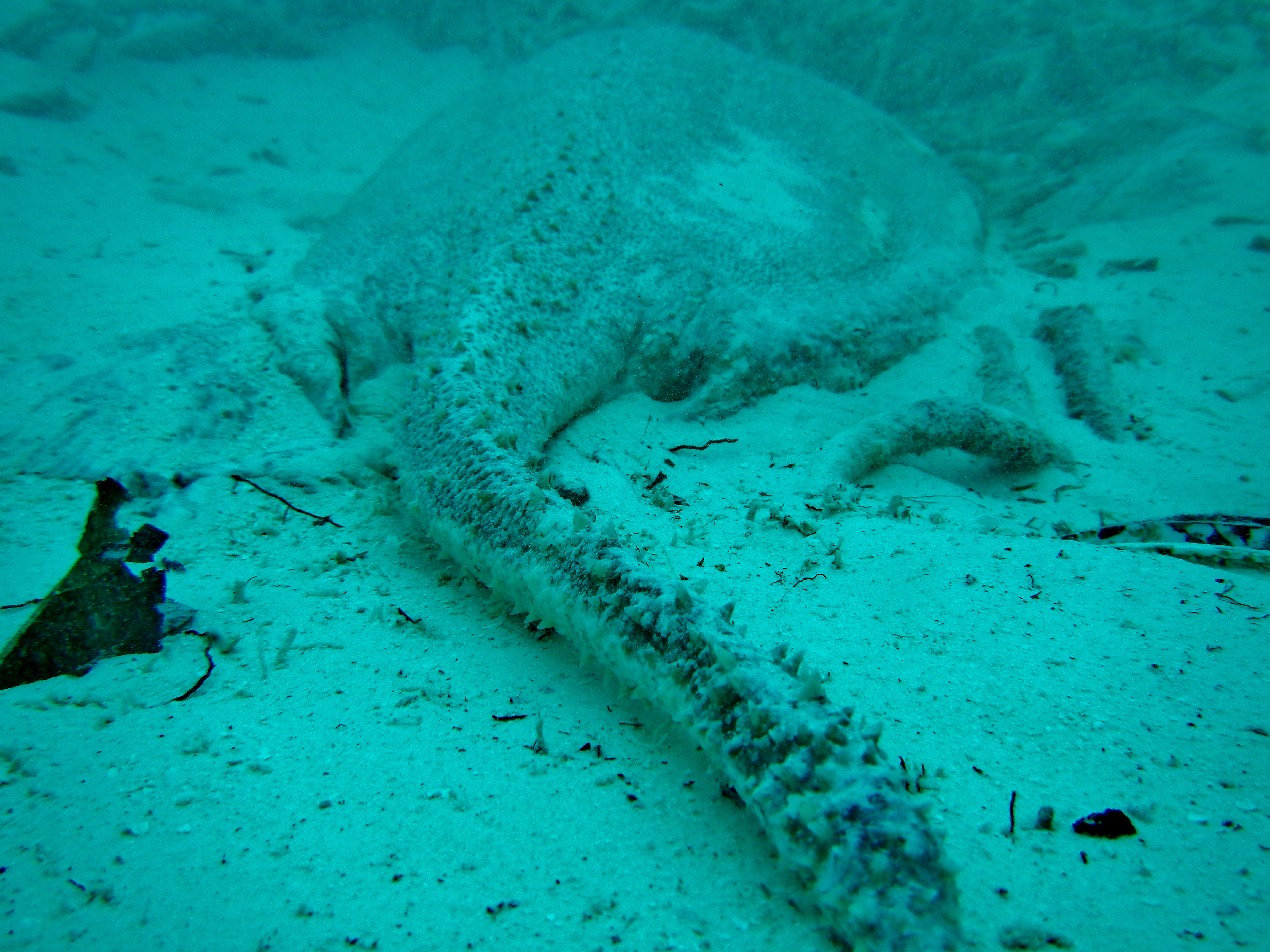
尾の接写（モルディブの個体）

毒針は持たないが、無数の鋭い棘は危険である。大胆な性格で、人の接近には寛容だと報告されている。丈夫で棘の多い皮膚は鮫皮として利用されてきた。特に武器の柄に用いると戦闘中に滑りにくく、日本刀の柄、鞘に用いる最上級の皮として梅花皮(かいらぎ)と呼ばれている。マレーシアでは盾を覆うために用いる。東アジアでは装飾にも用いられ、染色の後棘を削り落とし、斑模様を出す。フナフティ島では乾燥させた尾をやすりのような道具として用いる。
トロール漁・落網・巻き網で混獲されている。皮は高価値で、肉や軟骨も利用できる。紅海のファラサン諸島などではレバーが季節料理として食べられている。だが、扱いが難しいため経済的重要性は限られる。野放図な沿岸漁業が続いているため、ベンガル湾・タイランド湾などの近辺では、局所絶滅かそれに近い状態だと考えられる。沿岸開発による生息地の消失、乱獲などの理由で、IUCNは危急種としている。
2023年に沖縄美ら海水族館が世界で初めて飼育下での繁殖に成功した。